# Jon Skinstad
Jon Skinstad (* 1987) ist ein kanadischer Skilangläufer und Biathlet.
Jon Skinstad, Bruder von Kai Skinstad, startet für den Camrose Ski Club. Bei den Nordamerikanischen Meisterschaften im Sommerbiathlon 2008 in Canmore beendete er die Rennen auf Skirollern als 14. des Einzels, 22. des Sprints und 19. der Verfolgung. Nächstes Großereignis wurden die Nordamerikanischen Meisterschaften 2009 in Valcartier, bei denen Skinstad 23. des Einzels und 21. des Sprints wurde. Mit Nathan Smith und Tatiana Vukadinovic wurde er zudem in der Mixed-Staffel als Vertretung Alberta 2 Elfter. Bei den Westkanadischen Meisterschaften in Edmonton gewann er 2009 die Titel im Einzel und im Sprint. Im Januar 2010 gewann er in La Patrie mit einem Sprint und einer Verfolgung seine beiden ersten Rennen im Biathlon-NorAm-Cup. Diese Rennen waren allerdings sehr schwach besetzt. In der Gesamtwertung wurde der Kanadier Zwölfter. 2010 erreichte er in Canmore als Drittplatzierter des Auftaktsprints der Saison erstmals ein Podiumsresultat in einem gut besetzten NorAm-Cup-Rennen. Skinstad studiert an der University of Alberta, sein jüngerer Bruder Kai Skinstad ist ebenfalls Langläufer.

## Belege
1. 1 2  U of A Provost names new Dean to Augustana. University of Alberta, 2010, abgerufen am 8. April 2014 (englisch).
2. ↑  Western Canadian Biathlon Championships: Edmonton, AB (Memento vom 5. Juli 2009 im Internet Archive)

| Personendaten    | Personendaten        |
| ---------------- | -------------------- |
| NAME             | Skinstad, Jon        |
| KURZBESCHREIBUNG | kanadischer Biathlet |
| GEBURTSDATUM     | 1987                 |